# WWE Money in the Bank
Money in the Bank – cykl corocznych gal profesjonalnego wrestlingu produkowanych przez federację WWE i nadawanych na żywo w systemie pay-per-view oraz na WWE Network. Nazwany jest na cześć Money in the Bank ladder matchu, który wcześniej miał miejsce tylko na WrestleManiach. Money in the Bank ladder match zadebiutował na WrestleManii 21 w 2005, później odbywał się podczas pięciu następnych WrestleManii, lecz w 2010 koncept walki został przeniesione na oddzielne pay-per-view. Od 2021 roku, cykl jest częścią „wielkiej piątki”, dawniej „wielkiej czwórki” razem z Royal Rumble, WrestleManią, SummerSlam i Survivor Series.

## Koncept
Money in the Bank skupia się wokół ladder matchów, w których nagrodą jest walizka zawierająca kontrakt o walkę o tytuł. Zwycięzca kontraktu może później użyć walizki w wybranym przez siebie czasie i miejscu przez cały rok od zdobycia jej, zamieniając ją na walkę o tytuł z mistrzem.
Tak długo jak WWE Championship i World Heavyweight Championship istniały jako oddzielne tytuły dla danego brandu, każda gala pay-per-view posiadała dwa Money in the Bank ladder matche, w których uczestnicy walczyli o jeden z kontraktów na dany tytuł mistrzowski. Kiedy oba tytuły zostały zunifikowane w grudniu 2013, kontrakt o zunifikowany WWE World Heavyweight Championship stał się nagrodą w jedynym Money in the Bank ladder matchu. Prócz tego w 2014 i 2015 sam tytuł był również broniony w ladder matchu. Po przywróceniu podziału WWE na brandy w 2016, cykl oraz przyszłoroczna edycja stały się własnością brandu SmackDown. Prócz tego podczas owej gali odbył się pierwszy w historii żeński Money in the Bank ladder match o kontrakt na tytuł WWE SmackDown Women’s Championship. W 2018 zniesiono podział gal pay-per-view dla konkretnych brandów.

## Lista gal
|  | Gala brandu SmackDown |

| Gala                                      | Lokalizacja                            | Arena                                          | Walka wieczoru | Zwycięzcy MitB                                                                |
| ----------------------------------------- | -------------------------------------- | ---------------------------------------------- | --- | ----------------------------------------------------------------------------- |
| Money in the Bank (2010) 18 lipca 2010    | Kansas City, Missouri                  | Sprint Center                                  | Sheamus (c) vs. John Cena Steel Cage match o WWE Championship | The Miz (Raw) Kane (SmackDown)                                                |
| Money in the Bank (2011) 17 lipca 2011    | Rosemont, Illinois                     | Allstate Arena                                 | John Cena (c) vs. CM Punk Singles match o WWE Championship | Alberto Del Rio (Raw) Daniel Bryan (SmackDown)                                |
| Money in the Bank (2012) 15 lipca 2012    | Phoenix, Arizona                       | US Airways Center                              | John Cena vs. Kane vs. Big Show vs. Chris Jericho vs. The Miz Money in the Bank ladder match o kontrakt na tytuł WWE Championship | John Cena (WWE Championship) Dolph Ziggler (World Heavyweight Championship)   |
| Money in the Bank (2013) 14 lipca 2013    | Filadelfia, Pensylwania                | Wells Fargo Center                             | Randy Orton vs. Rob Van Dam vs. Christian vs. Daniel Bryan vs. CM Punk vs. Sheamus Money in the Bank ladder match o kontrakt na tytuł WWE Championship | Randy Orton (WWE Championship) Damien Sandow (World Heavyweight Championship) |
| Money in the Bank (2014) 29 czerwca 2014  | Boston, Massachusetts                  | TD Garden                                      | John Cena vs. Alberto Del Rio vs. Randy Orton vs. Sheamus vs. Bray Wyatt vs. Cesaro vs. Roman Reigns vs. Kane Ladder match o zwakowany WWE World Heavyweight Championship | Seth Rollins                                                                  |
| Money in the Bank (2015) 14 czerwca 2015  | Columbus, Ohio                         | Nationwide Arena                               | Seth Rollins (c) vs. Dean Ambrose Ladder match o WWE World Heavyweight Championship | Sheamus                                                                       |
| Money in the Bank (2016) 19 czerwca 2016  | Las Vegas, Nevada                      | T-Mobile Arena                                 | Seth Rollins (c) vs. Dean Ambrose Singles match o WWE World Heavyweight Championship | Dean Ambrose                                                                  |
| Money in the Bank (2017) 18 czerwca 2017  | St. Louis, Missouri                    | Scottrade Center                               | Baron Corbin vs. AJ Styles vs. Shinsuke Nakamura vs. Dolph Ziggler vs. Kevin Owens vs. Sami Zayn Money in the Bank ladder match o kontrakt na tytuł WWE Championship | Carmella (SmackDown Women’s Championship) Baron Corbin (WWE Championship)     |
| Money in the Bank (2018) 17 czerwca 2018  | Rosemont, Illinois                     | Allstate Arena                                 | Braun Strowman vs. Bobby Roode vs. Finn Bálor vs. Kevin Owens vs. Kofi Kingston vs. Rusev vs. Samoa Joe vs. The Miz Money in the Bank ladder match o kontrakt na światowy tytuł brandu zwycięzcy | Alexa Bliss (żeński) Braun Strowman (męski)                                   |
| Money in the Bank (2019) 19 maja 2019     | Hartford, Connecticut                  | XL Center                                      | Ali vs. Andrade vs. Baron Corbin vs. Brock Lesnar vs. Drew McIntyre vs. Finn Bálor vs. Randy Orton vs. Ricochet Money in the Bank ladder match o kontrakt na światowy tytuł | Bayley (żeński) Brock Lesnar (męski)                                          |
| Money in the Bank (2020) 10 maja 2020     | Orlando, Floryda Stamford, Connecticut | WWE Performance Center WWE Global Headquarters | Asuka vs. Carmella vs. Dana Brooke vs. Lacey Evans vs. Nia Jax vs. Shayna Baszler Money in the Bank ladder match o WWE Raw Women’s Championship oraz AJ Styles vs. Aleister Black vs. Daniel Bryan vs. King Corbin vs. Otis vs. Rey Mysterio Money in the Bank ladder match o kontrakt na światowy tytuł | Asuka (Raw Women’s Championship) Otis (męski)                                 |
| Money in the Bank (2021) 18 lipca 2021    | Fort Worth, Teksas                     | Dickies Arena                                  | Roman Reigns (c) vs. Edge Singles match o WWE Universal Championship | Big E (męski) Nikki A.S.H. (żeński)                                           |
| Money in the Bank (2022) 2 lipca 2022     | Paradise, Nevada                       | MGM Grand Garden Arena                         | Drew McIntyre vs. Riddle vs. Madcap Moss vs. Sheamus vs. Seth "Freakin" Rollins vs. Omos vs. Sami Zayn vs. Theory Money in the Bank ladder match o kontrakt na światowy tytuł | Theory (męski) Liv Morgan (żeński)                                            |
| Money in the Bank (2023) 1 lipca 2023     | Londyn, Anglia                         | The O2 Arena                                   | The Bloodline (Roman Reigns i Solo Sikoa) vs. The Usos (Jey Uso i Jimmy Uso) „Bloodline Civil War” tag team match | Damian Priest (męski) Iyo Sky (żeński)                                        |
| Money in the Bank (2024) 6 lipca 2024     | Toronto, Ontario, Kanada               | Scotiabank Arena                               | Cody Rhodes, Randy Orton i Kevin Owens vs. The Bloodline (Solo Sikoa, Tama Tonga i Jacob Fatu) Six-man tag team match | Drew McIntyre (męski) Tiffany Stratton (żeński)                               |
| Money in the Bank (2025) 7 czerwca 2025   | Inglewood, Kalifornia                  | Intuit Dome                                    | Cody Rhodes i Jey Uso vs. John Cena i Logan Paul Tag team match | Seth Rollins (męski) Naomi (żeński)                                           |
| Money in the Bank (2026) 29 sierpnia 2026 | Nowy Orlean, Luizjana                  | TBD                                            | TBD |                                                                               |

## Wyniki gal

### 2010
Money in the Bank (2010) – gala wrestlingu wyprodukowana przez federację World Wrestling Entertainment (WWE). Odbyła się 18 lipca 2010 w Sprint Center w Kansas City w stanie Missouri. Emisja była przeprowadzana na żywo w systemie pay-per-view. Była to pierwsza gala w chronologii cyklu Money in the Bank.
Podczas gali odbyło się dziewięć walk, w tym jedna nietransmitowana w telewizji. Walką wieczoru był Steel Cage match o WWE Championship, gdzie Sheamus obronił mistrzostwo pokonując Johna Cenę. Oprócz tego odbyły się dwa Money in the Bank ladder matche. W pierwszym Kane pokonał Big Showa, Matta Hardy’ego, Christiana, Kofiego Kingstona, Cody’ego Rhodesa, Drewa Mcintyre’a i Dolpha Zigglera stając się posiadaczem kontraktu na pojedynek o World Heavyweight Championship, który wykorzystał tej samej nocy na Reyu Mysterio i stał się mistrzem. W przedostatniej walce gali The Miz pokonał Randy’ego Ortona, Chrisa Jericho, Edge’a, Evana Bourne’a, Johna Morrisona, Marka Henry’ego i Teda DiBiasego zdobywając kontrakt na walkę o WWE Championship.
| Nr                                                                                    | Wyniki | Stypulacje                                                                                       | Czas  |
| ------------------------------------------------------------------------------------- | --- | ------------------------------------------------------------------------------------------------ | ----- |
| 1D                                                                                    | Santino Marella pokonał Williama Regala                                                                                                 | Singles match                                                                                    | 04:36 |
| 2                                                                                     | Kane pokonał Big Showa, Matta Hardy’ego, Christiana, Kofiego Kingstona, Cody’ego Rhodesa, Drewa McIntyre i Dolpha Zigglera              | Money in the Bank ladder match o kontrakt na walkę o World Heavyweight Championship              | 26:18 |
| 3                                                                                     | Alicia Fox (c) pokonała Eve Torres | Singles match o WWE Divas Championship                                                           | 05:52 |
| 4                                                                                     | The Hart Dynasty (David Hart Smith i Tyson Kidd) (z Natalyą) (c) pokonali The Usos (Jimmy’ego i Jeya Uso) (z Taminą) poprzez submission | Tag team match o Unified WWE Tag Team Championship                                               | 05:53 |
| 5                                                                                     | Rey Mysterio (c) pokonał Jacka Swaggera                                                                                                 | Singles match o World Heavyweight Championship                                                   | 10:43 |
| 6                                                                                     | Kane pokonał Reya Mysterio (c) | Singles match o World Heavyweight Championship Kane wykorzystał swój kontrakt Money in the Bank. | 00:54 |
| 7                                                                                     | Layla (c) (z Michelle McCool) pokonała Kelly Kelly (z Tiffany)                                                                          | Singles match o WWE Women’s Championship                                                         | 03:56 |
| 8                                                                                     | The Miz pokonał Randy’ego Ortona, Chrisa Jericho, Edge’a, Evana Bourne’a, Johna Morrisona, Marka Henry’ego i Teda DiBiasego             | Money in the Bank ladder match o kontrakt na walkę o WWE Championship                            | 20:26 |
| 9                                                                                     | Sheamus (c) pokonał Johna Cenę | Steel Cage match o WWE Championship                                                              | 23:19 |
| (c) – mistrz/mistrzyni przed walkąD – walka była dark matchem (nietransmitowana w TV) | |                                                                                                  |       |

### 2011
Money in the Bank (2011) – gala wrestlingu wyprodukowana przez federację WWE. Odbyła się 17 lipca 2011 w Allstate Arena w Rosemont w stanie Illinois. Emisja była przeprowadzana na żywo w systemie pay-per-view. Była to druga gala w chronologii cyklu Money in the Bank.
Podczas gali odbyło się siedem walk, w tym jedna nietransmitowana w telewizji. W wysoko ocenianej walce wieczoru CM Punk pokonał Johna Cenę i zdobył po raz pierwszy w karierze WWE Championship. Alberto Del Rio wygrał Money in the Bank ladder match wśród zawodników brandu Raw i zdobył kontakt na walkę o tytuł WWE Championship, podczas gdy Daniel Bryan wygrał walkę brandu SmackDown i zdobył kontrakt na pojedynek o World Heavyweight Championship. Galę w systemie pay-per-view wykupiono 195 000 razy.
| Nr                                                                                    | Wyniki | Stypulacje | Czas  |
| ------------------------------------------------------------------------------------- | --- | --- | ----- |
| 1D                                                                                    | Santino Marella i Vladimir Kozlov pokonali The Nexus (Davida Otungę i Michaela McGillicutty’ego)                            | Tag team match | –     |
| 2                                                                                     | Daniel Bryan pokonał Kane’a, Sin Carę, Wade’a Barretta, Cody’ego Rhodesa, Justina Gabriela, Heatha Slatera i Sheamusa       | Money in the Bank ladder match o kontrakt na walke o World Heavyweight Championship                                                    | 24:27 |
| 3                                                                                     | Kelly Kelly (c) (z Eve Torres) pokonała Brie Bellę (z Nikki Bellą)                                                          | Singles match o WWE Divas Championship                                                                                                 | 4:54  |
| 4                                                                                     | Mark Henry pokonał Big Showa                                                                                                | Singles match | 6:00  |
| 5                                                                                     | Alberto Del Rio pokonał Reya Mysterio, Kofiego Kingstona, Alexa Rileya, R-Trutha, The Miza, Evana Bourne’a i Jacka Swaggera | Money in the Bank ladder match o kontrakt na walkę o WWE Championship                                                                  | 15:54 |
| 6                                                                                     | Christian pokonał Randy’ego Ortona (c) przez dyskwalifikację                                                                | Singles match o World Heavyweight Championship Jeśli Orton zostanie zdyskwalifikowany, albo sędzia podejnie złą decyzję, straci tytuł. | 12:20 |
| 7                                                                                     | CM Punk pokonał Johna Cenę (c)                                                                                              | Singles match o WWE Championship Jeśli Cena straci tytuł, zostanie zwolniony.                                                          | 33:44 |
| (c) – mistrz/mistrzyni przed walkąD – walka była dark matchem (nietransmitowana w TV) | | |       |

### 2012
Money in the Bank (2012) – gala wrestlingu wyprodukowana przez federację WWE. Odbyła się 15 lipca 2012 w US Airways Center w Phoenix w stanie Arizona. Emisja była przeprowadzana na żywo w systemie pay-per-view. Była to trzecia gala w chronologii cyklu Money in the Bank.
Podczas gali odbyło się osiem walk, w tym jedna podczas pre-show. Walką wieczoru był Money in the Bank ladder match o kontrakt na walkę o WWE Championship, gdzie John Cena pokonał Kane’a, Chrisa Jericho, Big Showa i The Miza. CM Punk zdołał pokonać Daniela Bryana i obronić WWE Championship w No Disqualification matchu, który sędziowała AJ Lee, zaś Dolph Ziggler zdobył kontrakt Money in the Bank na tytuł World Heavyweight Championship.
| Nr                                                                   | Wyniki | Stypulacje                                                                          | Czas  |
| -------------------------------------------------------------------- | --- | ----------------------------------------------------------------------------------- | ----- |
| 1P                                                                   | R-Truth i Kofi Kingston pokonali Camacho i Hunico | Tag team match                                                                      | 08:24 |
| 2                                                                    | Dolph Ziggler (z Vickie Guerrero) pokonał Damiena Sandowa, Tysona Kidda, Christiana, Santino Marellę, Tensaia (z Sakamoto), Cody’ego Rhodesa i Sin Carę | Money in the Bank ladder match o kontrakt na walkę o World Heavyweight Championship | 18:29 |
| 3                                                                    | Sheamus (c) pokonał Alberto Del Rio (z Ricardo Rodriguezem)                                                                                             | Singles match o World Heavyweight Championship                                      | 14:24 |
| 4                                                                    | Primo i Epico (z Rosą Mendes) pokonali The Prime Time Players (Titusa O’Neila i Darrena Younga) (z A.W.)                                                | Tag team match                                                                      | 07:31 |
| 5                                                                    | CM Punk (c) pokonał Daniela Bryana | No Disqualification match o WWE Championship z sędzią specjalną AJ Lee              | 27:48 |
| 6                                                                    | Ryback pokonał Curta Hawkinsa i Tylera Reksa | Handicap match                                                                      | 04:22 |
| 7                                                                    | Kaitlyn, Layla i Tamina Snuka pokonały Beth Phoenix, Natalyę i Eve Torres                                                                               | Six-Diva tag team match                                                             | 03:23 |
| 8                                                                    | John Cena pokonał Kane’a, Chrisa Jericho, Big Showa i The Miza                                                                                          | Money in the Bank ladder match o kontrakt na walkę o WWE Championship               | 20:03 |
| (c) – mistrz/mistrzyni przed walkąP – walka miała miejsce w pre-show | |                                                                                     |       |

### 2013
Money in the Bank (2013) – gala wrestlingu wyprodukowana przez federację WWE. Odbyła się 14 lipca 2013 w Wells Fargo Center w Filadelfii w stanie Pensylwania. Emisja była przeprowadzana na żywo w systemie pay-per-view. Była to czwarta gala w chronologii cyklu Money in the Bank. Podczas gali powrócił Rob Van Dam, który po raz ostatni wystąpił w federacji w styczniu 2009.
Podczas gali odbyło się osiem walk, w tym jedna podczas pre-show. Walką wieczoru był Money in the Bank ladder match o kontrakt na walkę o WWE Championship, gdzie Randy Orton pokonał Roba Van Dama, CM Punka, Daniela Bryana, Sheamusa i Christiana. W walce otwierającej galę Damien Sandow zdobył kontrakt Money in the Bank na pojedynek o World Heavyweight Championship.
| Nr                                                                   | Wyniki | Stypulacje                                                                          | Czas  |
| -------------------------------------------------------------------- | --- | ----------------------------------------------------------------------------------- | ----- |
| 1P                                                                   | The Shield (Seth Rollins i Roman Reigns) (c) pokonali The Usos (Jimmy’ego i Jeya Uso)                                                                 | Tag team match o WWE Tag Team Championship                                          | 14:46 |
| 2                                                                    | Damien Sandow pokonał Wade’a Barretta, Cody’ego Rhodesa, Deana Ambrose'a, Fandango (z Summer Rae), Antonio Cesaro i Jacka Swaggera (z Zebem Colterem) | Money in the Bank ladder match o kontrakt na walkę o World Heavyweight Championship | 16:24 |
| 3                                                                    | Curtis Axel (c) (z Paulem Heymanem) pokonał The Miza                                                                                                  | Singles match o WWE Intercontinental Championship                                   | 9:19  |
| 4                                                                    | AJ Lee (c) (z Big E Langstonem) pokonała Kaitlyn (z Laylą) poprzez submission                                                                         | Singles match o WWE Divas Championship                                              | 7:01  |
| 5                                                                    | Ryback pokonał Chrisa Jericho | Singles match                                                                       | 11:19 |
| 6                                                                    | Alberto Del Rio (c) pokonał Dolpha Zigglera przez dyskwalifikację                                                                                     | Singles match o World Heavyweight Championship                                      | 14:29 |
| 7                                                                    | John Cena (c) pokonał Marka Henry’ego poprzez submission                                                                                              | Singles match for the WWE Championship                                              | 14:42 |
| 8                                                                    | Randy Orton pokonał Roba Van Dama, CM Punka, Daniela Bryana, Sheamusa i Christiana                                                                    | Money in the Bank ladder match o kontrakt na walkę o WWE Championship               | 26:38 |
| (c) – mistrz/mistrzyni przed walkąP – walka miała miejsce w pre-show | |                                                                                     |       |

### 2014
Money in the Bank (2014) – gala wrestlingu wyprodukowana przez federację WWE. Odbyła się 29 czerwca 2014 w TD Garden w Bostonie w stanie Massachusetts. Emisja była przeprowadzana na żywo za pośrednictwem WWE Network oraz w systemie pay-per-view. Była to piąta gala w chronologii cyklu Money in the Bank.
Podczas gali odbyło się osiem walk. Walką wieczoru był Ladder match o zwakowany WWE Championship, w którym John Cena zdobył mistrzostwo pokonując Kane’a, Randy’ego Ortona, Romana Reignsa, Alberto Del Rio, Sheamusa, Braya Wyatta i Cesaro. Oprócz tego odbył się Money in the Bank ladder match o kontrakt na walkę o WWE World Heavyweight Championship, który wygrał Seth Rollins.
| Nr                                 | Wyniki | Stypulacje                                                                              | Czas  |
| ---------------------------------- | --- | --------------------------------------------------------------------------------------- | ----- |
| 1                                  | The Usos (Jimmy i Jey Uso) (c) pokonali The Wyatt Family (Luke’a Harpera i Ericka Rowana)                                    | Tag team match o WWE Tag Team Championship                                              | 13:53 |
| 2                                  | Paige (c) pokonała Naomi (z Cameron)                                                                                         | Singles match for the WWE Divas Championship                                            | 07:02 |
| 3                                  | Adam Rose pokonał Damiena Sandowa                                                                                            | Singles match                                                                           | 05:12 |
| 4                                  | Seth Rollins pokonał Kofiego Kingstona, Dolpha Zigglera, Deana Ambrose'a, Roba Van Dama i Jacka Swaggera (z Zebem Colterem)  | Money in the Bank ladder match o kontrakt na walkę o WWE World Heavyweight Championship | 23:10 |
| 5                                  | Stardust i Goldust pokonali RybAxel (Rybacka i Curtisa Axela)                                                                | Tag team match                                                                          | 08:16 |
| 6                                  | Rusev (z Laną) pokonał Big E poprzez submission                                                                              | Singles match                                                                           | 08:19 |
| 7                                  | Layla pokonała Summer Rae | Singles match z sędzią specjalnym Fandango                                              | 03:07 |
| 8                                  | John Cena pokonał Kane’a, Randy’ego Ortona, Romana Reignsa, Alberto Del Rio, Sheamusa, Braya Wyatta i Cesaro (z Paul Heyman) | Ladder match o zwakowany WWE World Heavyweight Championship                             | 26:20 |
| (c) – mistrz/mistrzyni przed walką | |                                                                                         |       |

### 2015
Money in the Bank (2015) – gala wrestlingu wyprodukowana przez federację WWE. Odbyła się 14 czerwca 2015 w Nationwide Arena w Columbus w stanie Ohio. Emisja była przeprowadzana na żywo za pośrednictwem WWE Network oraz w systemie pay-per-view. Była to szósta gala w chronologii cyklu Money in the Bank.
Podczas gali odbyło się siedem walk, w tym jedna podczas pre-show. W Ladder matchu będącym walką wieczoru Seth Rollins pokonał Deana Ambrose'a i obronił WWE World Heavyweight Championship. Sheamus zdobył kontrakt na walkę o WWE World Heavyweight Championship pokonując Dolpha Zigglera, Kane’a, Neville’a, Kofiego Kingstona, Romana Reignsa i Randy’ego Ortona w Money in the Bank ladder matchu. Prócz tego United States Champion John Cena pokonał NXT Championa Kevina Owensa w Champion vs. Champion matchu.
| Nr                                                                   | Wyniki                                                                                                   | Stypulacje                                                                              | Czas  |
| -------------------------------------------------------------------- | --- | --------------------------------------------------------------------------------------- | ----- |
| 1P                                                                   | R-Truth pokonał King Barretta                                                                            | Singles match                                                                           | 5:41  |
| 2                                                                    | Sheamus pokonał Dolpha Zigglera, Kane’a, Neville’a, Kofiego Kingstona, Romana Reignsa i Randy’ego Ortona | Money in the Bank ladder match o kontrakt na walkę o WWE World Heavyweight Championship | 20:50 |
| 3                                                                    | Nikki Bella (c) pokonała Paige                                                                           | Singles match o WWE Divas Championship                                                  | 11:18 |
| 4                                                                    | Big Show pokonał Rybacka (c) przez dyskwalifikację                                                       | Singles match o WWE Intercontinental Championship                                       | 5:28  |
| 5                                                                    | John Cena (U.S. Champion) pokonał Kevina Owensa (NXT Champion)                                           | Champion vs. Champion match                                                             | 19:15 |
| 6                                                                    | The Prime Time Players (Darren Young i Titus O’Neil) pokonali The New Day (Big E i Xaviera Woodsa) (c)   | Tag team match o WWE Tag Team Championship                                              | 5:48  |
| 7                                                                    | Seth Rollins (c) pokonał Deana Ambrose'a                                                                 | Ladder match o WWE World Heavyweight Championship                                       | 35:40 |
| (c) – mistrz/mistrzyni przed walkąP – walka miała miejsce w pre-show | |                                                                                         |       |